# Currency Act
Currency Act (in italiano Legge sulla valuta) o Paper Bills of Credit Act (in italiano Legge sulle banconote) è una delle diverse leggi emanate dal Parlamento della Gran Bretagna per regolamentare la carta moneta emessa dalle colonie dell'America Britannica. Queste leggi miravano a proteggere i mercanti e i creditori britannici dal ricevere pagamenti in valuta coloniale svalutata. La politica creò tensioni tra le colonie e la Gran Bretagna e fu citata come motivo di lamentela dai coloni all'inizio della Rivoluzione Americana. Tuttavia, l'opinione dominante tra gli storici economici e gli economisti moderni è che i debiti dei coloni nei confronti dei mercanti britannici non furono una causa importante della Rivoluzione. Nel 1995, un sondaggio casuale condotto su 178 membri dell'Economic History Association rivelò che il 92% degli economisti e il 74% degli storici non concordavano con l'affermazione: "I debiti dei coloni verso i mercanti britannici e altri privati costituivano una delle cause più potenti che portarono alla Rivoluzione".

## Situazione economica nelle colonie
Fin dall'inizio, le colonie lottarono per sviluppare un mezzo di scambio efficace per beni e servizi. Dopo aver esaurito la maggior parte delle loro risorse monetarie attraverso le importazioni, i primi coloni fecero fatica a mantenere il denaro in circolazione. Non riuscivano a trovare un mezzo di scambio adeguato in cui il valore non si deprezzasse. I coloni generalmente impiegavano tre tipi principali di moneta. Il primo era la moneta merce, che utilizzava il prodotto base di una data regione come mezzo di scambio. Il secondo erano le specie, ovvero monete d'oro o d'argento. Infine, la carta moneta (o moneta fiat), emessa sotto forma di cambiale o biglietto di banca, ipotecaria sul valore della terra posseduta da un individuo
Ogni anno, l'offerta di specie nelle colonie diminuiva a causa di fattori internazionali. La scarsità di specie la rendeva inefficace come mezzo di scambio per gli acquisti quotidiani. I coloni adottarono frequentemente un sistema di baratto per acquisire i beni e i servizi di cui avevano bisogno. In sostanza, questo metodo si rivelò inefficace e al suo posto fu adottato un sistema basato sulle merci. Il tabacco veniva usato come sostituto monetario in Virginia già dal 1619 [4]. Un grave difetto di questo sistema era l'incoerenza della qualità dei sostituti. Le qualità peggiori finivano in circolazione mentre quelle migliori venivano inevitabilmente esportate. Questo sistema basato sulle merci divenne sempre più inefficace con l'aumentare dei debiti coloniali.
Nel 1690, il Massachusetts divenne la prima colonia a emettere carta moneta. Questa valuta fu utilizzata come mezzo per finanziare la sua quota del debito della Guerra di Re Guglielmo. Altre colonie seguirono rapidamente l'esempio e, entro il 1715, dieci delle tredici avevano fatto ricorso all'emissione di carta moneta. L'economista Stanley Finkelstein sottolinea il vantaggio della carta moneta, "che a meno che non sia sostenuta da specie, è una moneta a costo zero". La carta moneta si deprezzò rapidamente perché le colonie ne stamparono più di quella che fu tassata e tolta dalla circolazione. Entro il 1740, le cambiali del Rhode Island valevano solo il quattro percento del valore nominale e quelle del Massachusetts l'undici percento. La massa monetaria stava crescendo a un ritmo molto più veloce di quello dell'intera economia coloniale, il che portò all'iperinflazione e alla corrispondente riduzione del potere d'acquisto per unità monetaria. I mercanti britannici furono costretti ad accettare questa valuta svalutata come rimborso dei debiti. Ciò portò al Currency Act del 1751

## Currency Act del 1751
La prima legge, il Currency Act del 1751 (24 Geo. 2. c. 53), limitò l'emissione di carta moneta e la creazione di nuove banche pubbliche da parte delle colonie del New England. Queste colonie avevano emesso carta moneta a corso forzoso, chiamata "bills of credit", per aiutare a pagare le spese militari durante le guerre franco-indiane. Poiché fu emessa più carta moneta di quella che veniva ritirata dalla circolazione attraverso le tasse, la valuta si svalutò rispetto alla sterlina britannica. L'inflazione risultante danneggiò i commercianti della Gran Bretagna, che furono costretti ad accettare la valuta svalutata dai coloni per il pagamento dei debiti
La legge limitò la futura emissione di "bills of credit" a determinate circostanze. Permise l'utilizzo delle cambiali esistenti come moneta legale per i debiti pubblici (cioè per il pagamento delle tasse), ma non ne consentì l'uso per i debiti privati (ad esempio per pagare i commercianti).

## Currency Act del 1764
Il Currency Act del 1764 (4 Geo. 3. c. 34) estese la legge del 1751 a tutte le colonie britanniche del Nord America. A differenza della precedente legge, questo statuto non proibiva alle colonie di emettere carta moneta, ma impediva loro di designare le future emissioni di valuta come moneta legale per debiti pubblici e privati. Questa politica monetaria restrittiva creò difficoltà finanziarie nelle colonie, dove l'oro e l'argento scarseggiavano. Benjamin Franklin, agente coloniale a Londra, fece pressioni per la revoca della legge nei successivi anni, così come altri rappresentanti.
La legge venne emanata a seguito del continuo ricorso all'importazione da parte degli agricoltori della Virginia durante la guerra franco-indiana. La Virginia emise £250.000 in "bills of credit" per finanziare sia i debiti pubblici che quelli privati. Questa legislazione differiva dalla legge del 1751 in quanto vietava ai coloni di designare la carta moneta come mezzo di pagamento per qualsiasi debito, pubblico o privato. Tuttavia, il Parlamento non proibì di fatto alle colonie di emettere carta moneta. La legge fu messa in atto come copertura contro i rischi associati alle fluttuazioni economiche e all'incertezza.
Il governo coloniale della Provincia di New York sostenne che il Currency Act gli impediva di fornire fondi alle truppe britanniche in conformità con il Quartering Act (Legge sull'Acquartieramento). Di conseguenza, nel 1770, il Parlamento concesse (10 Geo. 3. c. 35) a New York di emettere £120.000 in carta moneta per debiti pubblici, ma non privati. Il Parlamento estese queste concessioni alle altre colonie nel 1773 (13 Geo. 3. c. 57) modificando il Currency Act del 1764, consentendo alle colonie di emettere carta moneta come moneta legale per i debiti pubblici. Secondo lo storico Jack Sosin, il governo britannico aveva raggiunto il suo scopo: "Dopo nove anni, gli agenti coloniali avevano ottenuto una carta moneta per le province. Ma gli americani avevano tacitamente, se non implicitamente, riconosciuto l'autorità del Parlamento. E in definitiva, questo era tutto ciò che il governo imperiale desiderava".

## Conseguenze
I precedenti "Currency Acts" crearono tensioni tra le colonie e la madrepatria e contribuirono allo scoppio della Rivoluzione Americana. In tutte le colonie, eccetto il Delaware, venivano considerati un "grave motivo di lamentela". Quando il Primo congresso continentale si riunì nel 1774, emanò una Dichiarazione dei Diritti, che delineava le obiezioni coloniali a certi atti del Parlamento. Il Congresso chiese al Parlamento di abrogare il Currency Act del 1764, uno dei sette atti etichettati come "sovversivi dei diritti americani".
Tuttavia, secondo gli storici Jack Greene e Richard Jellison, il dibattito sulla moneta non era più una questione "attuale" nel 1774, a causa dell'emendamento del 1773 alla legge. L'impatto più importante della controversia fu psicologico, in quanto contribuì a convincere molti coloni che il Parlamento non capiva o non si curava dei loro problemi. I leader coloniali arrivarono a credere che fossero loro, piuttosto che il Parlamento, i più adatti a legiferare per le colonie].